# (474108) 2016 LS25
(474108) 2016 LS25 es un asteroide perteneciente al cinturón de asteroides, descubierto el 6 de febrero de 2010 por Wide-field Infrared Survey Explorer desde el telescopio espacial Wide-Field Infrared Survey Explorer (WISE), Estados Unidos.

## Designación y nombre
Designado provisionalmente como 2016 LS25.

## Características orbitales
2016 LS25 está situado a una distancia media del Sol de 3,149 ua, pudiendo alejarse hasta 3,523 ua y acercarse hasta 2,776 ua. Su excentricidad es 0,118 y la inclinación orbital 21,21 grados. Emplea 2041 días en completar una órbita alrededor del Sol.

## Características físicas
La magnitud absoluta de 2016 LS25 es 15,855. Tiene 3,559 km de diámetro y su albedo se estima en 0,029.